# JAZZY TOKEN
『JAZZY TOKEN』（ジャジー・トークン）は、2021年11月27日に発売された小室哲哉のスタジオ・アルバム。

## 概要
2020年の音楽活動復帰後初となるソロ作品であり、前作『TETSUYA KOMURO JOBS#1』から約5年ぶりのソロアルバムである。また今作は、サウンドトラック等を除けば2008年の『Far Eastern Wind - Autumn』から約13年ぶりとなる、全曲がインストゥルメンタルで構成されるアルバムとなる。
テーマは世界旅行で、小室がこれまでに訪れてまた行きたいと思う土地や、思い出深い景色を音楽にしたという。
当初はPavilions Recordからファンクラブ「TETSUYA KOMURO STUDIO」会員限定でアナログ盤として発売された。翌年にはハイレゾバージョンを含む音楽配信を開始し、同時にアナログ盤も数量限定で一般販売された。
アナログ盤はカラーヴァイナル仕様、二つ折りジャケットとなっており、ポートレートおよび藤井徹貫によるインタビュー形式のライナーノーツが封入されている。
CDではなくアナログ盤でリリースした理由について、小室は「今の時代、わざわざCDでリリースする理由が見つからなかった」と語っている。
2022年7月22日0時から同27日23時59分までの期間、『All sessions about JAZZY TOKEN』と題した未収録曲デモ18曲をNFTとして出品し、オークション形式で販売された。保有者限定コンテンツとして、収録曲のリズムトラックが抜かれた「Piano Only」のステムが付属するほか、初回購入者にはアートワークとなっている「小室哲哉による手書きタイトル入りTrack Sheet」のオリジナル原版が付属する。
未収録曲デモのNFT出品の経緯について、小室は「アルバムの世界観全体や収録分数を考えて楽曲を精査していくと、どうしても世に出ない『未収録曲』が出てくる。これらの曲も、アーティストが時間と創造力を費やした『作品』。敢えて完成形ではないデモの状態で出品することこそが、唯一無二のNFT作品になりうるのでは」と語っている。
2025年4月25日、オンキヨーと山梨県甲州市にあるワイナリー「シャトージュン」の協業により、当アルバムの音楽を熟成期間のワイン樽に直接響かせた特製のワインの販売が開始された。当初は「TETSUYA KOMURO STUDIO」上での限定受注販売だったが、同年5月16日からは一般受注販売も開始された。

## 収録曲
| 全作曲・編曲: 小室哲哉。 |                   |       |            |      |
| #                        | タイトル          | 作詞  | 作曲・編曲 | 時間 |
| 1.                       | 「Traffic Jam」   |       | 小室哲哉   | 6:22 |
| 2.                       | 「AIR FOREST」    |       | 小室哲哉   | 5:44 |
| 3.                       | 「IBIZA Morning」 |       | 小室哲哉   | 3:33 |
| 4.                       | 「November days」 |       | 小室哲哉   | 5:55 |
| 合計時間:                | 合計時間:         | 21:34 |            |      |

| 全作曲・編曲: 小室哲哉。 |                         |       |            |      |
| #                        | タイトル                | 作詞  | 作曲・編曲 | 時間 |
| 5.                       | 「You are not alone」   |       | 小室哲哉   | 4:19 |
| 6.                       | 「Choose the positive」 |       | 小室哲哉   | 4:30 |
| 7.                       | 「RIVE GAUCHE」         |       | 小室哲哉   | 4:50 |
| 8.                       | 「P.C.H」               |       | 小室哲哉   | 3:34 |
| 9.                       | 「YOKOGAO」             |       | 小室哲哉   | 5:05 |
| 合計時間:                | 合計時間:               | 22:18 |            |      |

## NFT
＜NFT 小室哲哉『All sessions about JAZZY TOKEN』（アルバム未収録デモ全18曲）＞
1. JT01 [Venice Beach Walk]
2. JT04 [South Beach Hotel]
3. JT05 [Green Witch]
4. JT06 [teenage]
5. JT09 [Hi Boz!]
6. JT12 [Perfume]
7. JT13 [Girls on Friday night]
8. JT14 [Lost]
9. JT15 [Grorage V]
10. JT18 [♯5 12:30 AM]
11. JT19 [Partenza]
12. JT20 [ALAIA]
13. JT21 [Blow #2]
14. JT22 [Door open]
15. JT24 [Amanda]
16. JT25 [Waiting X'mas Days]
17. JT26 [Chelsea]
18. JT27 [Still alone]

## クレジット

### レコーディング・メンバー
- 小室哲哉 : Piano & Moog One
- 溝口和彦 : Programing
- 赤堀眞之 : Bass
- Yeongkwi Lee : Drums
- 松尾和博 : Guitar
- 田口悟史 : Alto & Tenor Saxophone

### スタッフ
- All Songs Produced : 小室哲哉
- Mixed : 川畑大城
- Mastered : 鈴木浩二 (Sony Music Studios Tokyo)
- Vinyl Mastered : 堀内寿哉 (Sony Music Studios Tokyo)
- Mastering Coordinated : 後藤朱美 (Sony Music Studios Tokyo)
- Production Coordinated : 滝瀬茂 (Sony Music Solutions Inc.)
- Production Managed : 渡邉崇志 (Sony Music Solutions Inc.)
- Art Directed & Designed : Tsukasa Yagi (GreenGlamor)
- Photographed : 三戸建秀
- Text : 藤井徹貫
- A&R : 小関奈央 (Pavilions)
- Creative Director : 武藤眞志 (Pavilions)